# Словаччина на зимових Олімпійських іграх 2014
Словаччина на зимових Олімпійських іграх 2014, які проходили в Сочі (Росія), була представлена 63 спортсменами (45 чоловіками та 18 жінками) у 9 видах спорту. Прапороносцем на церемонії відкриття Олімпійських ігор був хокеїст Здено Хара, а на церемонії закриття — біатлоністка Анастасія Кузьміна.
Словацькі спортсмени вибороли 1 золоту медаль. Олімпійська збірна Словаччини зайняла 21 неофіційне загальнокомандне місце.

## Медалісти
| Медалі | Спортсмени         | Вид спорту | Дисципліна     | Дата     |
| ------ | ------------------ | ---------- | -------------- | -------- |
| Золото | Анастасія Кузьміна | біатлон    | спринт (жінки) | 9 лютого |

## Біатлон
| Спортсмен                                                        | Дисципліна                     | Час       | Промахів    | Місце |
| ---------------------------------------------------------------- | ------------------------------ | --------- | ----------- | ----- |
| Томаш Гасілла                                                    | спринт, чоловіки               | 27:05.4   | 3 (2+1)     | 65    |
| Томаш Гасілла                                                    | індивідуальна гонка, чоловіки  | 54:16.9   | 2 (1+1+0+0) | 43    |
| Павол Гурайт                                                     | спринт, чоловіки               | 26:45.8   | 0 (0+0)     | 52    |
| Павол Гурайт                                                     | гонка переслідування, чоловіки | 39:14.3   | 1 (1+0+0+0) | 52    |
| Павол Гурайт                                                     | індивідуальна гонка, чоловіки  | 52:53.3   | 1 (0+1+0+0) | 28    |
| Матей Казар                                                      | спринт, чоловіки               | 26:04.8   | 3 (2+1)     | 37    |
| Матей Казар                                                      | гонка переслідування, чоловіки | 35:38.4   | 3 (1+0+1+1) | 23    |
| Матей Казар                                                      | індивідуальна гонка, чоловіки  | 51:56.9   | 2 (1+0+1+0) | 19    |
| Матей Казар                                                      | мас-старт, чоловіки            | 44:25.6   | 2 (0+1+1+0) | 15    |
| Мирослав Матяшко                                                 | індивідуальна гонка, чоловіки  | 55:58.7   | 4 (1+1+0+2) | 58    |
| Мартін Отченаш                                                   | спринт, чоловіки               | 27:07.8   | 3 (1+2)     | 68    |
| Томаш Гасілла Павол Гурайт Матей Казар Мирослав Матяшко          | естафета, чоловіки             | 1:15:23.8 | 10 (1+9)    | 12+   |
| Мартіна Храпанова                                                | спринт, жінки                  | 23:48.3   | 2 (0+2)     | 62    |
| Мартіна Храпанова                                                | індивідуальна гонка, жінки     | 52:00.5   | 5 (0+0+1+2) | 59    |
| Пауліна Фіалкова                                                 | спринт, жінки                  | 24:27.1   | 5 (3+2)     | 72    |
| Яна Герекова                                                     | спринт, жінки                  | 22:58.0   | 3 (1+2)     | 43    |
| Яна Герекова                                                     | гонка переслідування, жінки    | 32:57.7   | 4 (2+0+0+2) | 35    |
| Яна Герекова                                                     | індивідуальна гонка, жінки     | 50:20.8   | 5 (0+1+1+3) | 50    |
| Анастасія Кузьміна                                               | спринт, жінки                  | 21:06.8   | 0 (0+0)     | 1     |
| Анастасія Кузьміна                                               | гонка переслідування, жінки    | 30:29.1   | 2 (0+1+0+1) | 6     |
| Анастасія Кузьміна                                               | індивідуальна гонка, жінки     | 48:14.1   | 4 (0+1+0+3) | 27    |
| Анастасія Кузьміна                                               | мас-старт, жінки               | 38:50.3   | 5 (0+2+2+1) | 26    |
| Терезія Полякова                                                 | індивідуальна гонка, жінки     | 53:19.8   | 6 (0+3+1+2) | 66    |
| Мартіна Храпанова Пауліна Фіалкова Яна Герекова Терезія Полякова | естафета, жінки                | Lapped    | 24 (5+19)   | 14    |
| Яна Герекова Павол Гурайт Матей Казар Анастасія Кузьміна         | змішана естафета               | 1:11:04.7 | 10 (0+10)   | 5     |

## Бобслей
| Спортсмен                                              | Дисципліна | Спуск 1 | Спуск 1 | Спуск 2 | Спуск 2 | Спуск 3 | Спуск 3 | Спуск 4    | Спуск 4    | Разом   | Разом |
| Спортсмен                                              | Дисципліна | Час     | Місце   | Час     | Місце   | Час     | Місце   | Час        | Місце      | Час     | Місце |
| ------------------------------------------------------ | ---------- | ------- | ------- | ------- | ------- | ------- | ------- | ---------- | ---------- | ------- | ----- |
| Мілан Ягнешак Лукаш Коженка Юрай Мокраш Мартін Тешович | четвірки   | 56.56   | 27      | 56.37   | 25      | 56.51   | 26      | не пройшли | не пройшли | 2:49.44 | 25    |

## Гірськолижний спорт
| Спортсмен         | Змагання                     | Спуск 1       | Спуск 1       | Спуск 2       | Спуск 2       | Разом         | Разом         |
| Спортсмен         | Змагання                     | Час           | Місце         | Час           | Місце         | Час           | Місце         |
| ----------------- | ---------------------------- | ------------- | ------------- | ------------- | ------------- | ------------- | ------------- |
| Мартін Бендік     | швидкісний спуск, чоловіки   | Н/Д           | Н/Д           | Н/Д           | Н/Д           | 2:15.39       | 45            |
| Мартін Бендік     | супергігант, чоловіки        | Н/Д           | Н/Д           | Н/Д           | Н/Д           | 1:23.06       | 43            |
| Мартін Бендік     | комбінація, чоловіки         | не фінішував  | не фінішував  | не фінішував  | не фінішував  | не фінішував  | не фінішував  |
| Матей Фалат       | супергігант, чоловіки        | Н/Д           | Н/Д           | Н/Д           | Н/Д           | 1:22.81       | 42            |
| Матей Фалат       | комбінація, чоловіки         | не фінішував  | не фінішував  | не фінішував  | не фінішував  | не фінішував  | не фінішував  |
| Матей Фалат       | слалом, чоловіки             | не фінішував  | не фінішував  | не фінішував  | не фінішував  | не фінішував  | не фінішував  |
| Адам Жампа        | супергігант, чоловіки        | Н/Д           | Н/Д           | Н/Д           | Н/Д           | 1:20.95       | 28            |
| Адам Жампа        | комбінація, чоловіки         | 1:56.23       | 27            | 50.11         | 1             | 2:46.34       | 5             |
| Адам Жампа        | гігантський слалом, чоловіки | 1:23.13       | 20            | 1:25.28       | 26            | 2:48.41       | 22            |
| Адам Жампа        | слалом, чоловіки             | 49.34         | 26            | 53.94         | 1             | 1:43.28       | 6             |
| Андреас Жампа     | супергігант, чоловіки        | Н/Д           | Н/Д           | Н/Д           | Н/Д           | 1:22.42       | 36            |
| Андреас Жампа     | гігантський слалом, чоловіки | 1:25.54       | 36            | 1:26.08       | 32            | 2:51.62       | 32            |
| Андреас Жампа     | слалом, чоловіки             | 58.65         | 67            | не фінішувала | не фінішувала | не фінішувала | не фінішувала |
| Яна Гантнерова    | комбінація, жінки            | 1:47.24       | 27            | не фінішувала | не фінішувала | не фінішувала | не фінішувала |
| Яна Гантнерова    | слалом, жінки                | 59.26         | =31           | не фінішувала | не фінішувала | не фінішувала | не фінішувала |
| Барбара Канторова | супергігант, жінки           | Н/Д           | Н/Д           | Н/Д           | Н/Д           | 1:28.91       | 22            |
| Барбара Канторова | гігантський слалом, жінки    | 1:24.72       | 43            | 1:23.09       | 36            | 2:47.81       | 38            |
| Барбара Канторова | слалом, жінки                | не фінішувала | не фінішувала | не фінішувала | не фінішувала | не фінішувала | не фінішувала |
| Барбора Лукачова  | слалом, жінки                | не фінішував  | не фінішував  | не фінішував  | не фінішував  | не фінішував  | не фінішував  |
| Барбора Лукачова  | гігантський слалом, жінки    | 1:25.59       | 49            | 1:25.07       | 44            | 2:50.66       | 45            |
| Крістіна Саалова  | швидкісний спуск, жінки      | Н/Д           | Н/Д           | Н/Д           | Н/Д           | 1:45.98       | 31            |
| Крістіна Саалова  | супергігант, жінки           | Н/Д           | Н/Д           | Н/Д           | Н/Д           | не фінішувала | не фінішувала |
| Крістіна Саалова  | комбінація, жінки            | 1:48.21       | 30            | не фінішувала | не фінішувала | не фінішувала | не фінішувала |
| Крістіна Саалова  | гігантський слалом, жінки    | не фінішувала | не фінішувала | не фінішувала | не фінішувала | не фінішувала | не фінішувала |
| Петра Влгова      | слалом, жінки                | 56.42         | 18            | 53.74         | 23            | 1:50.16       | 19            |
| Петра Влгова      | гігантський слалом, жінки    | 1:21.86       | 27            | 1:19.83       | 23            | 2:41.69       | 24            |

## Лижні перегони
Дистанція
| Спортсмени       | Дисципліни                        | Фінал     | Фінал       | Фінал |
| Спортсмени       | Дисципліни                        | Час       | Відставання | Місце |
| ---------------- | --------------------------------- | --------- | ----------- | ----- |
| Мартін Байчичак  | 15 км, класичним стилем, чоловіки | 40:28.0   | +1:58.3     | 23    |
| Мартін Байчичак  | 30 км, скіатлон, чоловіки         | 1:11:00.1 | +2:44.7     | 31    |
| Мартін Байчичак  | 50 км, вільним стилем, чоловіки   | 1:47:34.4 | +39.2       | 14    |
| Петер Млинар     | 15 км, класичним стилем, чоловіки | 42:50.3   | +4:20.6     | 51    |
| Алена Прохазкова | 15 км, класичним стилем, жінки    | 32:08.4   | +3:50.6     | 50    |

Спринт
| Спортсмен                       | Дисципліна                | Кваліфікація | Кваліфікація | Чвертьфінал | Чвертьфінал | Півфінал   | Півфінал   | Фінал      | Фінал      |
| Спортсмен                       | Дисципліна                | Результат    | Місце        | Результат   | Місце       | Результат  | Місце      | Результат  | Місце      |
| ------------------------------- | ------------------------- | ------------ | ------------ | ----------- | ----------- | ---------- | ---------- | ---------- | ---------- |
| Мартін Байчичак                 | спринт, чоловіки          | 3:51.76      | 66           | не пройшов  | не пройшов  | не пройшов | не пройшов | не пройшов | не пройшов |
| Мартін Байчичак Петер Млинар    | командний спринт, чоловік | Н/Д          | Н/Д          | Н/Д         | Н/Д         | 24:58.06   | 9          | не пройшли | не пройшли |
| Даніела Кочова                  | спринт, жінки             | 2:49.81      | 55           | не пройшла  | не пройшла  | не пройшла | не пройшла | не пройшла | не пройшла |
| Алена Прохазкова                | спринт, жінки             | 2:41.95      | 39           | не пройшла  | не пройшла  | не пройшла | не пройшла | не пройшла | не пройшла |
| Даніела Кочова Алена Прохазкова | командний спринт, жінки   | Н/Д          | Н/Д          | Н/Д         | Н/Д         | 18:51.94   | 7          | не пройшли | не пройшли |

## Санний спорт
| Спортсмени                                             | Дисципліни              | Спуск 1 | Спуск 1 | Спуск 2 | Спуск 2 | Спуск 3 | Спуск 3 | Спуск 4 | Спуск 4 | Разом    | Разом |
| Спортсмени                                             | Дисципліни              | Час     | Місце   | Час     | Місце   | Час     | Місце   | Час     | Місце   | Час      | Місце |
| ------------------------------------------------------ | ----------------------- | ------- | ------- | ------- | ------- | ------- | ------- | ------- | ------- | -------- | ----- |
| Йозеф Нініс                                            | одиночні сани, чоловіки | 53.143  | 22      | 52.932  | 21      | 52.492  | 20      | 52.564  | 21      | 3:31.131 | 20    |
| Йозеф Петруляк Мар'ян Земанік                          | двійки, чоловіки        | 50.548  | 13      | 50.409  | 12      | Н/Д     | Н/Д     | Н/Д     | Н/Д     | 1:40.957 | 12    |
| Марек Солчанський Карол Стухляк                        | двійки, чоловіки        | 50.904  | 16      | 51.481  | 18      | Н/Д     | Н/Д     | Н/Д     | Н/Д     | 1:42.385 | 16    |
| Віра Гбурова                                           | одиночні сани, жінки    | 51.928  | 27      | 51.422  | 23      | 51.782  | 25      | 51.565  | 23      | 3:26.697 | 23    |
| Віра Гбурова Йозеф Нініс Йозеф Петруляк Мар'ян Земанік | змішана естафета        | 55.757  | 11      | 56.472  | 8       | 57.936  | 9       | Н/Д     | Н/Д     | 2:50.165 | 10    |

## Фігурне катання
| Спортсмени     | Дисципліна               | SP/SD | SP/SD | FS/FD | FS/FD | Разом  | Разом |
| Спортсмени     | Дисципліна               | Бали  | Місце | Бали  | Місце | Бали   | Місце |
| -------------- | ------------------------ | ----- | ----- | ----- | ----- | ------ | ----- |
| Ніколь Раїчова | одиночні змагання, жінки | 49.80 | 21 Q  | 75.20 | 24    | 125.00 | 24    |

## Фристайл
| Спортсмени       | Дисципліна        | Кваліфікація | Кваліфікація | Кваліфікація        | Кваліфікація | Фінал      | Фінал      | Фінал      | Фінал               | Фінал      |
| Спортсмени       | Дисципліна        | Спуск 1      | Спуск 2      | Найкращий результат | Місце        | Спуск 1    | Спуск 2    | Спуск 3    | Найкращий результат | Місце      |
| ---------------- | ----------------- | ------------ | ------------ | ------------------- | ------------ | ---------- | ---------- | ---------- | ------------------- | ---------- |
| Наталія Шлепечка | слоупстайл, жінки | 34.60        | 32.60        | 34.60               | 18           | не пройшла | не пройшла | не пройшла | не пройшла          | не пройшла |
| Зузана Стромкова | слоупстайл, жінки | 24.40        | 20.20        | 24.40               | 20           | не пройшла | не пройшла | не пройшла | не пройшла          | не пройшла |

## Хокей

### Чоловічий турнір
Груповий етап. Група А
| М | Команда    | І | В | ВО | ПО | ПО | ЗШ | ПШ | О |
| - | ---------- | - | - | -- | -- | -- | -- | -- | - |
| 1 | США        | 3 | 2 | 1  | 0  | 0  | 15 | 4  | 8 |
| 2 | Росія      | 3 | 1 | 1  | 1  | 0  | 8  | 5  | 6 |
| 3 | Словенія   | 3 | 1 | 0  | 0  | 2  | 6  | 11 | 3 |
| 4 | Словаччина | 3 | 0 | 0  | 1  | 2  | 2  | 11 | 1 |

| 13 лютого 2014 |

| Словаччина          | 1–7 | США |
| ------------------- | --- | --- |
| Томаш Татар — 20:24 |     | 14:27 — Джон Карлсон 21:26 — Раєн Кеслер 22:32 — Пол Штястний 28:16 — Девід Бекс 33:30 — Пол Штястний 34:20 — Філ Кессел 35:17 — Дастін Браун |

| «Шайба» (Сочі) Глядачів: 4 119 |

| 15 лютого 2014 |

| Словаччина         | 1–3 | Словенія                                                      |
| ------------------ | --- | ------------------------------------------------------------- |
| Томаш Юрчо — 59:42 |     | 43:23 — Рок Тічар 48:59 — Томаж Разінгар 49:22 — Анже Копітар |

| «Большой» (Сочі) Глядачів: 7 438 |

| 16 лютого 2014 |

| Росія                     | 1–0 (б.) | Словаччина |
| ------------------------- | -------- | ---------- |
| Олександр Радулов — буліт |          |            |

| «Большой» (Сочі) Глядачів: 11 097 |

1/8 фіналу
| 18 лютого 2014 |

| Чехія | 5–3 | Словаччина                                                      |
| --- | --- | --------------------------------------------------------------- |
| Алеш Гемський - 06:53 Роман Червенка - 07:22 Давід Крейчі - 17:03 Роман Червенка - 35:41 Томаш Плеканець - 59:21 |     | 38:57 - Маріан Госса 47:20 - Маріан Госса 48:51 - Томаш Суровий |

| «Шайба» (Сочі) Глядачів: 3628 |

Команда Словаччини зайняла 11 місце

## Шорт-трек
| Змагання | Спортсмени     | Відбірні змагання | Відбірні змагання | Півфінал        | Півфінал        | Фінал           | Фінал |
| Змагання | Спортсмени     | Результат         | Місце             | Результат       | Місце           | Результат       | Місце |
| -------- | -------------- | ----------------- | ----------------- | --------------- | --------------- | --------------- | ----- |
| 1500 м   | Татьяна Бодова | 2:31.788          | 5                 | Did not advance | Did not advance | Did not advance | 29    |